# Wielki grzesznik
Wielki grzesznik (tytuł oryg. The Great Sinner) – amerykański dramat kostiumowy z 1949 w reżyserii Roberta Siodmaka, z Gregorym Peckiem, Avą Gardner i Melvynen Douglasem w rolach głównych. Film jest ekranizacją powieści Gracz Fiodora Dostojewskiego.

## Fabuła
Film przedstawia historię pisarza Fedji, który próbując pomóc Pauline Ostrovsky w wyjściu z nałogu hazardu, sam w niego wpada. Traci pieniądze i przyjaciół, ale również swoją reputację jako pisarz.

## Obsada
- Gregory Peck – Feodor „Fedja” Dostojewski
- Ava Gardner – Pauline Ostrovsky
- Melvyn Douglas – Armand de Glasse
- Walter Huston – generał Ostrovsky
- Ethel Barrymore – babcia Ostrovsky
- Frank Morgan – Aristide Pitard
- Agnes Moorehead – Emma Getzel

## Realizacja
Roboczym tytułem filmu był The Gamblers. Studio Warner Bros. planowało ekranizację powieści Dostojewskiego w 1940 w reżyserii Williama Dieterle i z główną rolą Alberta Bassermanna. Finalnie prawa do ekranizacji zakupiło Metro-Goldwyn-Mayer. Scenarzyści w trakcie pisania skupili się również na elementach z życia Dostojewskiego oraz innej powieści pisarza, Zbrodni i karze.
W kwietniu 1948 Gregory Peck został obsadzony w roli głównej. Deborah Kerr, która pierwotnie miała zagrać główną rolę żeńską, sprzeciwiła się wyborowi Pecka. Pod koniec maja 1948 Lana Turner dostała rolę żeńską. W czerwcu okazało się, że to jednak Ava Gardner będzie główną żeńską gwiazdą produkcji. Turner wycofała się z projektu, ze względu na dłuższy miesiąc miodowy w Europie. Film Wielki grzesznik był pierwszym spośród trzech, w którym wystąpili wspólnie Peck i Gardner.
Rola, którą zagrał Melvyn Douglas, była pierwotnie przeznaczona dla Kirka Douglasa.

## Odbiór
Według danych MGM film zarobił 1,17 miliona dolarów w Stanach Zjednoczonych i Kanadzie oraz 862 tys. dolarów w pozostałych krajach.